# Need for Speed: Underground 2
Need for Speed: Underground 2 (NFSU2) er et racerspil, som blev udviklet og udgivet af Electronic Arts. Det blev udgivet i 2004 som efterfølgeren til Need for Speed: Underground, og er en del af Need for Speed-serien.
I spillet gælder det om at opbygge sig et ry som gaderacer. Dette gøres ved at køre forskellige typer racerløb rundt om i byen. For eksempel kan man køre såkaldte "Outruns", hvor man på gaderne kan køre mod andre "tunede" biler. De andre typer løb er grundlæggende de samme som i forgængeren, bare med den forskel at man også kan køre såkaldte "SUV"-ræs, hvor der kun køres med 4x4 biler.
I starten får man lov til at køre Rachels Nissan 350Z. Rachel fungerer som ens hjælper, mentor og deltidsagent. Hun tager dog sin bil tilbage, men lader til gengæld spilleren købe sin egen bil, som man så senere kan tune for at få bedre chancer i racerløbene.
Man får penge ved at vinde ræs, og omvendt. Hvis man vil have mulighed for at købe flere slags biler, skal man køre i den såkaldte Underground Racing League (URL); et ræs hvor der er 6 til 8 kørere, hvor man ikke blot skal vinde racet, men samtidig også prøve at imponere sponsorer der eventuelt måtte investere i dig.
Der er også drag race hvor det gælder om accelerere bedst for at vinde løbet. Så er der Drift hvor man køre mod 3 modstandere hvor man så skal drifte så meget man kan. Der er selvfølgelig også det gode gamle circuits hvor det gælder om at komme først over mål stregen. I sprint skal man køre fra A-B og være den første der krydser mål stregen først.